# Хаџи Рувим
Хаџи Рувим (Рафаило Ненадовић/Нешковић; Бабина Лука, 8/19. април 1752 — Београд, 1804) био је архимандрит манастира Боговађе.

## Биографија
Рођен је као Рафаило у Бабиној Луци, код Ваљева од оца Ненада-Нешка и мајке Марије. Претпоставља се да је своје прво образовање стекао у манастиру Докмир, а затим у манастирима Фрушке горе и у Сремским Карловцима. Оженио се Маријом Симеуновић и рукоположен за свештеника 1774. и служио у свом родном мјесту. Послије њене смрти замонашио се 1783. године и добио име Рувим. Отишао је 1784. на хаџилук у Јерусалим и вратио се 1785. године када је постао игумана манастира Вољавче у ком је остао до 1788. и почетка Аустријско-турског рата. Тада је отишао у манастир Велику Ремету на Фрушкој гори, а манастир Вољавчу су Турци спалили. Вратио се у Београдски пашалук послије Свиштовског мира 1791. године и то у манастир Боговађу који је такође био спаљен. Постао је архимандрит манастира Боговађе 1795. године.
Учествовао је у припреми Првог српског устанка. Приликом посјете митрополиту Леонтију у Београду ухватиле су га дахије. Страховито мучен, под сумњом да је у име обор-кнезa Алексе Ненадовића писао 1803. године аустријском заповједнику Митезеру у Земун и тражио помоћ за борбу против Турака. Матија Ненадовић у Мемоарима пише да када је Хаџи Рувим чуо да су у Ваљеву похапшени кнезови, није хтио бјежати преко Саве него оде у Београд митрополиту Лонтију, који га није смио сакрити, него јави Аганлији. Овај пошаље момке те га на Варош-капији посјеку, седам дана након што су у Ваљеву кнезови посјечени. Варошани су измолили његово тијело, па су га сахранили код цркве.
Бачен је у тамницу и мучен, а према писању В. Ст. Караџића
... сјечено му је месо са груди и испод пазуха..., па не одајући никог и не признајући ништа, погубљен је 1804. године у Београду у вријеме чувене „сјече кнезова“. Сахрањен је у порти Саборне цркве у Београду.
Хаџи Рувим развио је значајну сликарску и резбарску дјелатност и био је један од посљедњих великих српских дуборезаца и графичара из 18. вијека. Његова умјетничка дјелатност представља спој српске традиционалне и европске каснобарокне умјетности, и зато се може рећи да је он одиграо значајну улогу у развоју ликовне културе у Србији крајем 18. и почетком 19. вијека. Радио је дрворез са изгледом манастира Крушедола у Срему и сценама из живота Христа и Богородице, а украсио је и многе књиге својим цртежима пером, између осталих ктитора манастира Боговађе на Колубари кнезова Павла и Јована Велимировића. Њихове ликове је реконструисао на основу фресака из 16. вијека.
Предраг Савић је написао роман о Хаџи Рувиму. Боривоје Маринковић је написао „Хаџи Рувим: пре целине, пре смисла. Записи с коментарима” у двије књиге за периоде: 1777—1790 ( 25614855) и 1791—1803 ( 25614087).